# Antoinette Uys
Pour les articles homonymes, voir Uys.
Antoinette Uys, née le 2 mars 1976 à Durban, est une joueuse sud-africaine de badminton.

## Carrière
Elle remporte aux Championnats d'Afrique de badminton la médaille d'or en double mixte en 2001 avec Chris Dedman.
Aux Jeux africains de 2003 à Abuja, elle est médaillée d'or en double mixte avec Chris Dednam et en équipe mixte et médaillée de bronze en double dames avec Marika Daubern. 
Antoinette Uys participe au tournoi de double mixte (avec Chris Dednam) des Jeux olympiques d'été de 2004 à Athènes ; elle est éliminée dès le premier tour.